# Farofa

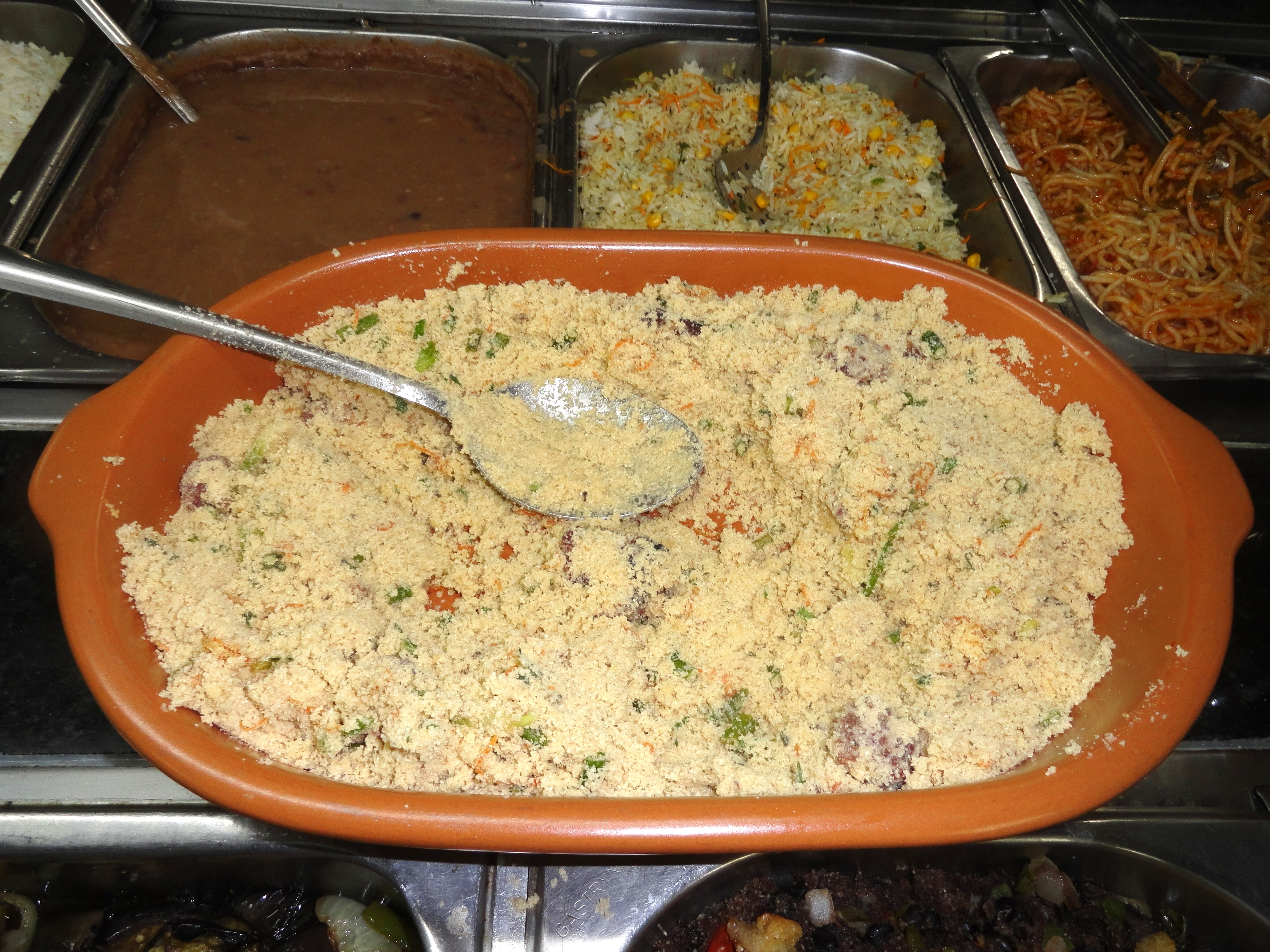
Farofa

Als Farofa bezeichnet man geröstetes Maniokmehl (Farinha de Mandioca) in Brasilien.

## Herstellung
Bei der Herstellung wird Maniokmehl in einer Pfanne unter Rühren für etwa zehn Minuten geröstet, danach wird bei geringer Hitze Butter untergerührt, bis das Maniokmehl goldgelb ist.

## Verwendung
In Brasilien wird Farofa gerne als Beilage zu Feijoada (Bohneneintopf), aber auch zu anderen Gerichten gereicht. Dabei gibt es viele Variationen in der Zubereitung; u. a. kann man Zwiebeln, Knoblauch, verquirlte Eier, Oliven, Nüsse (besonders Cashewnüsse) oder Bananen hinzufügen.